# 鳥銃頭
鳥銃頭，是臺灣臺中市新社區的一個傳統地域名稱，位於該區北部。相較於今日行政區，其範圍大致為復盛里中部。

## 歷史
台灣清治末期至日治初期，鳥銃頭地區為一街庄，稱為「鳥銃頭庄」，隸屬於捒東上堡。該庄北與新社庄為鄰，東與永居湖庄為鄰，南邊為水底藔庄，西邊為大湳庄。
1901年（日治明治三十四年）11月，廢縣廳改設二十廳，該庄隸屬於臺中廳。1909年（明治四十二年）10月，合併二十廳為十二廳，該庄仍隸屬於臺中廳。1920年（大正九年），廢十二廳改設五州二廳，該庄改制為「鳥銃頭」大字，隸屬於臺中州東勢郡新社庄。
戰後新社庄改制為新社鄉，隸屬於臺中縣，大字亦改制為村。1950年10月，中、彰、投分治，新社鄉仍隸屬於臺中縣。2010年12月，臺中縣市合併為直轄臺中市，新社鄉改制為新社區，村亦改制為里。

## 聚落
本地區發展較早的聚落為鳥銃頭，在日治期初期的官方地圖上已有記載。此外，本地區尚有新三村聚落。